# Pirjo Mattila
Pirjo Hannele Mattila z d. Aalto (ur. 19 lutego 1961 w Huittinen) – fińska biathlonistka, dwukrotna medalistka mistrzostw świata.

## Kariera
W zawodach Pucharu Świata zadebiutowała 4 marca 1983 roku w Lappeenranta, zajmując 2. miejsce w biegu indywidualnym. Tym samym już w debiucie nie tylko zdobyła pierwsze punkty, ale od razu stanęła na podium. Był to jednak jedyny raz kiedy znalazła się w czołowej trójce zawodów pucharowych. Najlepsze wyniki osiągnęła w sezonach 1982/1983, 1989/1990 i 1993/1994, kiedy zajmowała siódme miejsce w klasyfikacji generalnej.
Podczas mistrzostw świata w Egg w 1985 roku wspólnie z Tuiją Vuoksialą i Teiją Nieminen zdobyła brązowy medal w sztafecie. Był to pierwszy w historii medal dla Finlandii w tej konkurencji. Wynik ten Finki w składzie: Tuija Vuoksiala, Seija Hyytiäinen i Pirjo Mattila powtórzyły na mistrzostwach świata w Oslo/Mińsku/Kontiolahti w 1990 roku. Była też między innymi czwarta w biegu indywidualnym podczas mistrzostw świata w Lahti w 1987 roku i rozgrywanych sześć lat później mistrzostw świata w Borowcu. Walkę o podium przegrała odpowiednio z Vuoksialą i Swietłaną Paramyginą z Białorusi.
Brała też udział w igrzyskach olimpijskich w Lillehammer w 1994 roku, gdzie w swoim jedynym starcie zajęła 61. miejsce w sprincie.

## Osiągnięcia

### Igrzyska olimpijskie
| Rok  | Miejscowość | Konkurencje | Konkurencje | Konkurencje | Konkurencje | Konkurencje | Konkurencje | Konkurencje |
| Rok  | Miejscowość | IN          | SP          | PU          | MS          | RL          | MR          | SR          |
| ---- | ----------- | ----------- | ----------- | ----------- | ----------- | ----------- | ----------- | ----------- |
| 1994 | Lillehammer | –           | 61.         | nd.         | nd.         | –           | nd.         | –           |

### Mistrzostwa świata
| Rok  | Miejscowość            | Konkurencje | Konkurencje | Konkurencje | Konkurencje | Konkurencje | Konkurencje | Konkurencje |
| Rok  | Miejscowość            | IN          | SP          | PU          | MS          | RL          | MR          | SR          |
| ---- | ---------------------- | ----------- | ----------- | ----------- | ----------- | ----------- | ----------- | ----------- |
| 1985 | Egg                    | 6.          | 19.         | nd.         | nd.         | 3.          | nd.         | –           |
| 1987 | Lahti                  | 4.          | 13.         | nd.         | nd.         | –           | nd.         | –           |
| 1988 | Chamonix               | 27.         | 39.         | nd.         | nd.         | 10.         | nd.         | –           |
| 1989 | Feistritz              | 9.          | 9.          | nd.         | nd.         | 6.          | nd.         | –           |
| 1990 | Oslo/Mińsk/Kontiolahti | 19.         | 6.          | nd.         | nd.         | 3.          | nd.         | –           |
| 1993 | Borowec                | 4.          | 18.         | nd.         | nd.         | 10.         | nd.         | –           |

### Puchar Świata

#### Miejsca w klasyfikacji generalnej
| Sezon     | Miejsce |
| --------- | ------- |
| 1982/1983 | 7.      |
| 1984/1985 | ?       |
| 1985/1986 | ?       |
| 1986/1987 | ?       |
| 1987/1988 | 33.     |
| 1988/1989 | 17.     |
| 1989/1990 | 7.      |
| 1990/1991 | 63.     |
| 1991/1992 | -       |
| 1992/1993 | 35.     |
| 1993/1994 | 7.      |

#### Miejsca na podium w zawodach chronologicznie
| Lp. | Dzień   | Rok  | Miejscowość  | Konkurencja                | Lokata | Pudła | Czas biegu | Strata | Zwycięzca  |
| --- | ------- | ---- | ------------ | -------------------------- | ------ | ----- | ---------- | ------ | ---------- |
| 1.  | 4 marca | 1983 | Lappeenranta | Bieg indywidualny na 15 km | 2.     | 3     | ?          | ?      | Gry Østvik |